# محمد كامل شعيب
محمد كامل شعيب (1890 - 1980)، المعروف بالأستاذ العاملي، كان من طليعة أدباء النهضة وخاصة في جبل عامل.

## ولادته وسيرته
ولد في قرية الشرقية (جبل عامل) سنة 1890 م. والده الشيخ وهبة شعيب، تلقى مبادئ القراءة والكتابة في الشرقية، ثم دخل مدرسة المقاصد الخيرية في صيدا ثم المدرسة الرشدية فيها، بعد أن كان والده قد انتقل إليها وسكنها.
تلقى علوم اللغة العربية على الشيخ موسى مغنية والسيد محمد إبراهيم والشيخ مرتضى قبيسي، توجّه عام 1913 إلى الآستانة من أجل متابعة دراسته غير أنه ما لبث أن عاد إلى وطنه في العام التالي إثر اندلاع الحرب العالمية الأولى.
سمّي رئيساً لجمعية الاتحاد والترقي في صيدا إبان الحرب العالمية الأولى. 
وعيّن كاتباً للعدل في صيدا فترة من الزمن.
في الثلاثينيات والأربعينيات من القرن الماضي جال في العديد من المناطق العربية والإسلامية كالحجاز واليمن ومصر فالتقى فيها بالكثير من رجال السياسية والأدب والشعر كأحمد شوقي وعباس محمود العقاد.
كان مناهضا للانتداب ومناصرا متحمّسا للتيار العروبي بقيادة الشريف حسين وابنه الأمير فيصل.

## نشاطه الشعري والأدبي
- في العام 1924 أصدر جريدة العروة الوثقى أسبوعية التي أقفلتها سلطات الانتداب الفرنسي في العام نفسه وأمرت بنفيه إلى الآستانة (اسطنمبول)، ولكن تدخّل الرئيسين شارل دباس وحبيب باشا السعد أعاده إلى لبنان.
- شارك في إصدار جريدة الاتفاق أسبوعية.
- كتب في الكثير من الصحف والمجلات العربية العريقة مثل: «الأهرام» و«الشورى» و«المقطم» و«المنار» و«المقتطف» و«الهلال» و«النيل» و«الدفاع المصري»، و«البلاغ» ثم كتب لـ«لسان الشعب» التونسية وغيرها. وكان مواظباً على الكتابة في «العرفان» اللبنانية التي أسسها الشيخ أحمد عارف الزين في صيدا عام 1909.
- كان مهووسا بالحديث عن المناصب العليا إلى حد الشطط، مما أضاع عليه ما تستحقه شاعريته وأدبه من تقدير معاصريه.
- تميّز شعره بحضور البديهة وسرعة الخاطر.

## مؤلفاته
له عدد من الإصدارات أبرزها:
1. ديوان الحماسيات.
2. الإنسان الأول في العالم الأول.
3. مآخذ الشعراء.
4. الدهرية والإسلام في أصول العلم الحديث.
5. دستور الفلسفة (شرح ديوان الإمام علي).
6. الحوار بين المسيحية والإسلام.
7. «البحار» ديوان جمع فيه كافة قصائده، صدر بعد وفاته في العام 1986
8. الفصحى والعاملية في الميزان.
9. فلسفة الإمام علي.

## وفاته
توفي سنة 1980 م في صيدا ودفن فيها.

## شعره
من قصيدة له بعنوان الدهر:
```
نروم صفاء العيش مما يشوبه * وغارب صرف الدهر صعب ركوبه
خليق كبالي الطمر باطن وده * وظاهره غض الإهاب قشيبه
وكم قد توسمنا به الخير والمنى كأن * ثراه عنبر وهو طيبه
ويا طالما أعيا الورى سبر غوره قبائله في حيرة وشعوبه
وكم قد جنينا منه كالحلم لذة * وفاضت باشتات المسرات كوبه
فلم نستفق إلا وقد خاب فألنا * وفاضت أسى أرزاؤه وخطوبه
يصيب بسهم البين من رام غدره * ومن لم يرم غدرا به لا يصيبه
كان الليالي خبط عشواء تستوي * بها حسنات للفتى وذنوبه
```

ومن قصيدة له بعنوان قلعة الشقيف:
```
رحماك من طل، يا أيها الطلل * أين المعاقل والأجناد والقلل
وقفت عندك لا أدري، وقد ظعنوا *، أمن بنيك مجيب، إن هم سئلوا
أين المضارب، والجرد السلاهب، * والبيض القواضب، والعسالة الذبر
أين الجحافل، والقب الأياطل، * والغر الشمائل، والأمجاد والمثل
أين الجفان، وما يروي الرواة لنا * عن ذلك الجود، وهو العارض الهطل
أين الأسود، أسود الغاب، من عرفوا * بالباس، في الروع فيهم يضرب المثل
وكيف، يا صرح، لم تجزع لفقدهم * وكيف ويحك باق، بعد ما ارتحلوا
أ لا شرحت لنا ما قد أحاق بهم * وكيف، كيف على ذئب البلى نزلوا
```

من قصيدة له بعنوان «وادي العرايش»:
```
تمضي القرون وتنطوي الأعوام * أبدا وثغرك ضاحك بسام
متجدد فيك الشباب وإنما * حرم الأمان لديك والإلهام
خلع الهيام على صباك وشاحه * ما للصبا والشوق فيك فطام
مشكاة نبراس العصور وطالما * بك قد تقشع في العشي
ظلام ما كان من خدع السراب تألق * بك، أو نسيم عاطر وخزام
تحلو الحياة لديك، وهي مريرة * ويطيب فيك الموت، وهو زؤام
خضعت لعزتك المعاقل والذرى * أين الخورنق منك، و (الأهرام)؟
دار السعادة أنت إن شاءت وإن * أنحت عليك بعذلها اللوام
ولكم هززت من الهواة معاطفا * وشدت بعاطر ذكرك الأقلام
```

## وصلات خارجية
ترجمة محمد كامل شعيب في معجم البابطين